# Wikifunkce
Wikifunkce (anglicky Wikifunctions) je komunitně upravovaná sbírka počítačových funkcí umožňující vytváření, úpravy a opětovné použití zdrojového kódu. Projekt úzce souvisí s projektem Nadace Wikimedia Abstraktní Wikipedie. Původně nesl projekt název Wikilambda, definitivní název Wikifunctions (česky Wikifunkce) byl oznámen v prosinci 2020 po vyhlášení výsledků soutěže o název projektu. Wikifunkce jsou zároveň první spuštěný projekt nadace Wikimedia po jedenácti letech, tedy od spuštění projektu Wikidata v roce 2012. Wikifunkce byly oficiálně otevřeny pro širší spektrum uživatelů v červenci 2023, tedy po třech letech vývoje.

## Implementace funkcí
Nyní je implementace funkce povolena pouze v:
- Javascript,
- Python.